# Национален превозвач
В областта на гражданската авиация и корабоплаването превозвач – носител на националния флаг е транспортна компания, като например авиокомпания или корабна компания (товарен превозвач, shipping), характеризираща се с едно от двете:
- в тесния контекст е компания, която по общодостъпен начин изобразява цветовете на флага или символа или други характеристики, които се идентифицират с държавата, в която се намира администрацията или където се извършва по-голямата част от търговската дейност на компанията;
- в широк контекст национален превозвач от която е да е държава е авиокомпания или корабна компания, регистрирана в тази държава.

## Национални превозвачи на България
Авиокомпания България Ер има статут на национален превозвач на България по определени линии.